# نهائي كأس الاتحاد الإنجليزي 1923
نهائي كأس الاتحاد الإنجليزي 1923 كانت مباراة كرة القدم مابين بولتون واندررز ووست هام يونايتد في عام 28 أبريل 1923 في الملعب الأصلي ويمبلي في لندن.
المباراة الاستعراضية لمنافسة الكأس الأولية لكرة القدم الإنكليزية كأس تحدي رابطة كرة القدم (المعروفة بكأس الاتحاد الإنكليزي لكرة القدم) لقد كانت أول لعبة لكرة القدم يتم لعبها في ملعب ويمبلي وكان الملك جورج الخامس من الحاضرين لتقديم الكأس إلى الفريق المنتصر. لقد تم تقديم كل فريق خلال خمس جولات للوصول للنهائي، فاز بولتون واندررز 0-1 في كل جولة من الجولات الثلاثة وسجل ديفيد جاك الهدف الوحيد في كل مرة. يواجه ويست هام يونايتد معارضات من القسم الثاني أو اقل في كل جولة وهي المرة الأولى التي يحدث فيها ذلك منذ ادخال انقسامات متعددة في دوري كرة القدم.
استغرق ويست هام من الوقت ثلاث محاولات لهزيمة ساوشهاميتون في الجولة الرابعة ولكن بعد ذلك هزم بسهولة مقاطعة ديربي في نصف النهائي وسجل خمسة اهداف.
وسبق المباراة في التصفيات النهائية مشاهد فوضوية حيث تقدمت حشود هائلة إلى الملعب متجاوزة إلى حد بعيد قدرته الرسمية البالغة 125,000 وازدحم حشد بقدر 300,000 مدخل وتجاوزت المدرجات مما أدى إلى ان العديد من المشاهدين وجدوا طريقهم إلى المنطقة المحيطة بالمدرجات وحتى إلى منطقة اللعب نفسها وكان لابد من احضار رجال شرطة متقدمين تتضمن واحد منهم ذا حصان رمادي أصبح الصورة المميزة الفوتوغرافية المميزة لهذا اليوم لتخليص الحشود من الملعب والسماح باجراء المباراة  بدات المباراة في وقت متأخر ب٤٥ دقيقة حيث راعت الشرطة الحشد الواسع لتخليص الملعب والوقوف حول الحدود الخارجية للملعب. على الرغم من ان ويست هام بدأ بقوة اثبت بولتون الفريق المسيطر في معظم المباراة وأضاف جاك سميث هذف ثانٍ مثير للجدل خلال النص الثاني.
وادى إلى اتخاذ تدابير السلامة في النهائيات المقبلة في الغالب مايشار إلى المباراة باسم نهائي الحصان الأبيض يحتفل بها جسر الحصان الأبيض في ملعب ويمبلي الجديد.

## الطريق إلى النهائي
كان بولتون واندررز ووست هام يونايتد يلعبان في القسم الأول والثاني على التوالي، ودخل كلاهما المنافسة في مرحلة الجولة الأولى، في شكل البطولة في ذلك الوقت. كان بولتون قد ظهر في النهائي مرتين من قبل، في 1894 و 1904، ولكن وست هام، الذي انضم فقط إلى دوري كرة القدم في عام 1919، لم يسبق له أن تقدم أكثر من ربع النهائي.
في الجولة الأولى، هزم بولتون نورويتش سيتي من الفرقة الثالثة الجنوبية ، في عملية تسجيل الفوز الأول للنادي في المسابقة منذ فوز الجولة الثانية على مانشستر سيتي في موسم 1904-05. بعد الفوز على ليدز يونايتد في الجولة الثانية ، بولتون واجه واحدة من الفرق الأولى، هدرسفيلد تاون، في الجولة الثالثة. انتهت المباراة الأولى على أرض طريق ليدز في هدرسفيلد بسحب، وفي الجولة الرابعة، هزم بولتون تشارلتون الرياضي بهدف واحد  وفي المباراة نصف النهائية التي فاز فيها شيفيلد يونايتد بنفس النتيجة في مباراة لعبت في أولد ترافورد ، مسقط رأس مانشستر يونايتد.على الرغم من أن أسعار التذاكر اعتبرت مرتفعة للغاية، إلا أن حشد من 72,000 حضر المباراة، وهو رقم قياسي جديد لنصف نهائي كأس الاتحاد الأفريقي. في كل مباراة من الجولة الثالثة فصاعدا، سجل هدف بولتون الوحيد من قبل ديفيد جاك، الذي أعطاه سمعة لأنه قاد فريقه بمفرده إلى النهائي.